# The Rolling Stones No. 2
| 전문가 평가 | 전문가 평가 |
| 평가 점수   | 평가 점수   |
| 출처        | 점수        |
| ----------- | ----------- |
| AllMusic    | [ 2 ]       |
| Tom Hull    | B+          |

《The Rolling Stones No. 2》는 1964년 데뷔작인 《The Rolling Stones》에 이어 1965년 발매된 롤링 스톤스의 두 번째 영국 스튜디오 음반이다. 이 음반은 여전히 발전하고 있는 재거/리처즈 작곡 팀의 세 곡을 포함하고 있으며, 다른 모든 곡들은 1집과 유사한 미국 R&B와 로큰롤 넘버의 커버이다.

## 배경
음반의 네덜란드와 독일 프레스에서는 제목이 앞면 커버에 《The Rolling Stones Vol. 2》로 나열되어 있지만, 음반 커버의 뒷면에는 제목이 《The Rolling Stones No. 2》로 나열되어 있다.
1964년 10월 미국에서 발매된 두 번째 음반인 《12 X 5》의 커버샷을 사용하여 《The Rolling Stones No. 2》의 트랙 목록은 다가오는 《The Rolling Stones, Now!》의 미국 발매에서 크게 모방될 것이다. 에릭 이스턴이 밴드의 데뷔 음반에서 앤드류 루그 올덤과 함께 프로듀서로 공동 크레딧에 오른 반면, 올덤은 1964년 영국과 미국에서 산발적으로 녹음된 이 음반의 전체 프로듀싱 업무를 맡는다.
발매와 동시에 영국에서 큰 히트를 친 《The Rolling Stones No. 2》는 1965년 초에 10주 동안 1위를 차지하며 영국에서 올해의 가장 큰 판매자 중 하나가 되었다. 빌 와이먼은 《Stone Alone The Story of a Rock 'n' Roll Band》에서 존 레논이 《The Rolling Stones No. 2》에 대해 "음반은 훌륭하지만, 나는 5분짜리 숫자를 좋아하지 않는다"고 말했다

## 곡 목록
모든 곡들은 특별한 언급이 없는 한 믹 재거와 키스 리처즈에 의해 작사/작곡하였다.
| #  | 제목                                 | 작사·작곡                           | 재생 시간 |
| -- | ------------------------------------ | ----------------------------------- | --------- |
| 1. | 〈Everybody Needs Somebody to Love〉 | 버트 번스, 솔로몬 버크, 제리 웩슬러 | 5:03      |
| 2. | 〈Down Home Girl〉                   | 제리 리버, 아티 버틀러              | 4:11      |
| 3. | 〈You Can't Catch Me〉               | 척 베리                             | 3:38      |
| 4. | 〈Time Is on My Side〉               | 제리 라고보이                       | 2:58      |
| 5. | 〈What a Shame〉                     |                                     | 3:03      |
| 6. | 〈Grown Up Wrong〉                   |                                     | 1:50      |

| #  | 제목                      | 작사·작곡                                     | 재생 시간 |
| -- | ------------------------- | --------------------------------------------- | --------- |
| 1. | 〈Down the Road a Piece〉 | 돈 레이                                       | 2:55      |
| 2. | 〈Under the Boardwalk〉   | 아서 레스닉, 케니 영                          | 2:48      |
| 3. | 〈I Can't Be Satisfied〉  | 머디 워터스                                   | 3:26      |
| 4. | 〈Pain in My Heart〉      | 앨런 투세인트                                 | 2:11      |
| 5. | 〈Off the Hook〉          |                                               | 2:38      |
| 6. | 〈Susie Q〉               | 데일 호킨스, 스탠 루이스, 엘레노어 브로드워터 | 1:51      |